# Wanhe, Jiangxi
Wanhe är en köping i Kina. Den ligger i provinsen Jiangxi, i den sydöstra delen av landet, omkring 220 kilometer sydväst om provinshuvudstaden Nanchang. Antalet invånare är 48 397. Befolkningen består av 23 129 kvinnor och 25 268 män. Barn under 15 år utgör 21,0 %, vuxna 15-64 år 71 %, och äldre över 65 år 7,0 %.
Runt Wanhe är det ganska tätbefolkat, med 192 invånare per kvadratkilometer. Närmaste större samhälle är Chengjiang, 16,4 km sydväst om Wanhe. Trakten runt Wanhe består till största delen av jordbruksmark.
Genomsnittlig årsnederbörd är 1 988 millimeter. Den regnigaste månaden är maj, med i genomsnitt 312 mm nederbörd, och den torraste är oktober, med 25 mm nederbörd.